# Meoma
Genre
Meoma est un genre d'oursins irréguliers de la famille des Brissidae (ordre des Spatangoida).

## Caractéristiques

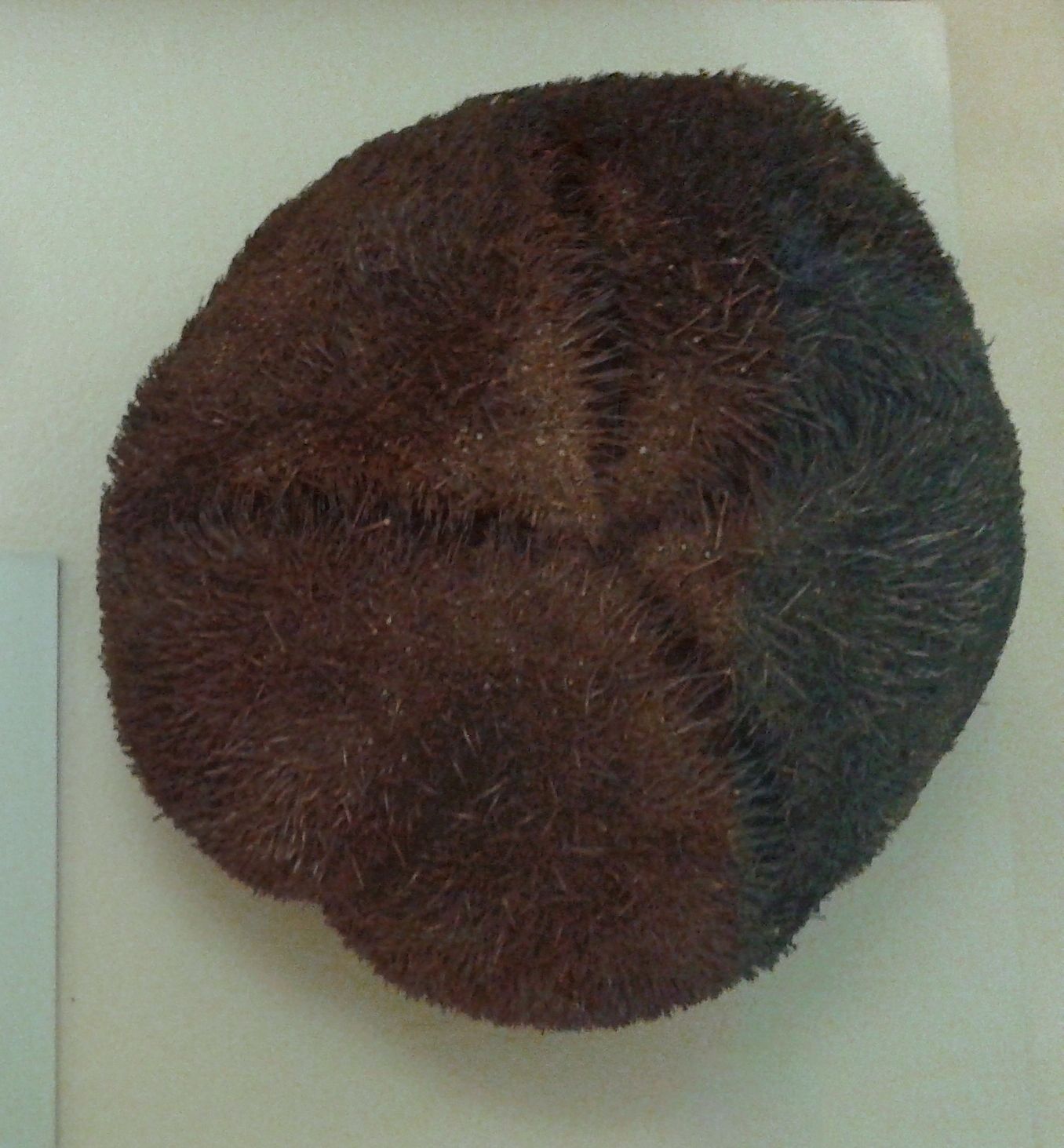
Meoma ventricosa séché.

Ce sont des oursins irréguliers dont la bouche et l'anus se sont déplacés de leurs pôles pour former un « avant » et un « arrière ». La bouche se situe donc dans le premier quart de la face orale, et l'anus se trouve à l'opposé, tourné vers l'arrière. La coquille (appelée « test ») s'est également allongée dans ce sens antéro-postérieur.
Le test est ovale, avec un léger sulcus antérieur. 
Le disque apical est ethmolytique, portant 4 gonopores, avec une seconde plaque génitale très étirée.
L'ambulacre antérieur est étroit et légèrement enfoncé ; les paires de pores sont petites, simples et isopores. 
Les autres ambulacres sont étroits, assez droits et enfoncés, s'étendant jusqu'à l'ambitus. Les pétales sont droits et fermés distalement, avec très peu d'espace entre les deux rangées de pores. 
Les pétales antérieurs forment un angle obtus. 
Le périprocte est large, situé sur la face postérieure. 
Le péristome est plus large que long, en forme de haricot, avec un labrum proéminent. 
La plaque labrale est courte et large, ne s'étendant pas au-delà des premières plaques ambulacraires.  
Le plastron est entièrement tuberculé, ovale et formé de plaques sternales et épisternales (celles-ci pas aussi effilées que dans d'autres genres). 
Les tubercules et radioles du fasciole situé autour des pétales sont généralement légèrement plus gros, mes les tubercules ne sont pas enfoncés. 
Le fasciole subanal bilobé n'est présent que chez les juvéniles, il n'en reste que la partie adorale chez l'adulte. Le fasciole entourant les pétales est indenté dans les ambulacre latéraux.
Ce genre semble être apparu à l'Éocène médian, et demeure répandu dans les Caraïbes et le Pacifique est.

## Liste des espèces
Selon World Register of Marine Species (22 février 2015) :
- Meoma antiqua Arnold & H. L. Clark, 1927 †
- Meoma cadenati Madsen, 1957 -- Afrique de l'ouest
- Meoma caobaensis Sánchez Roig, 1952 †
- Meoma frangibilis Chesher, 1970 -- Région de Panama
- Meoma ventricosa (Lamarck, 1816) -- Caraïbes (et Pacifique oriental pour M. ventricosa grandis)

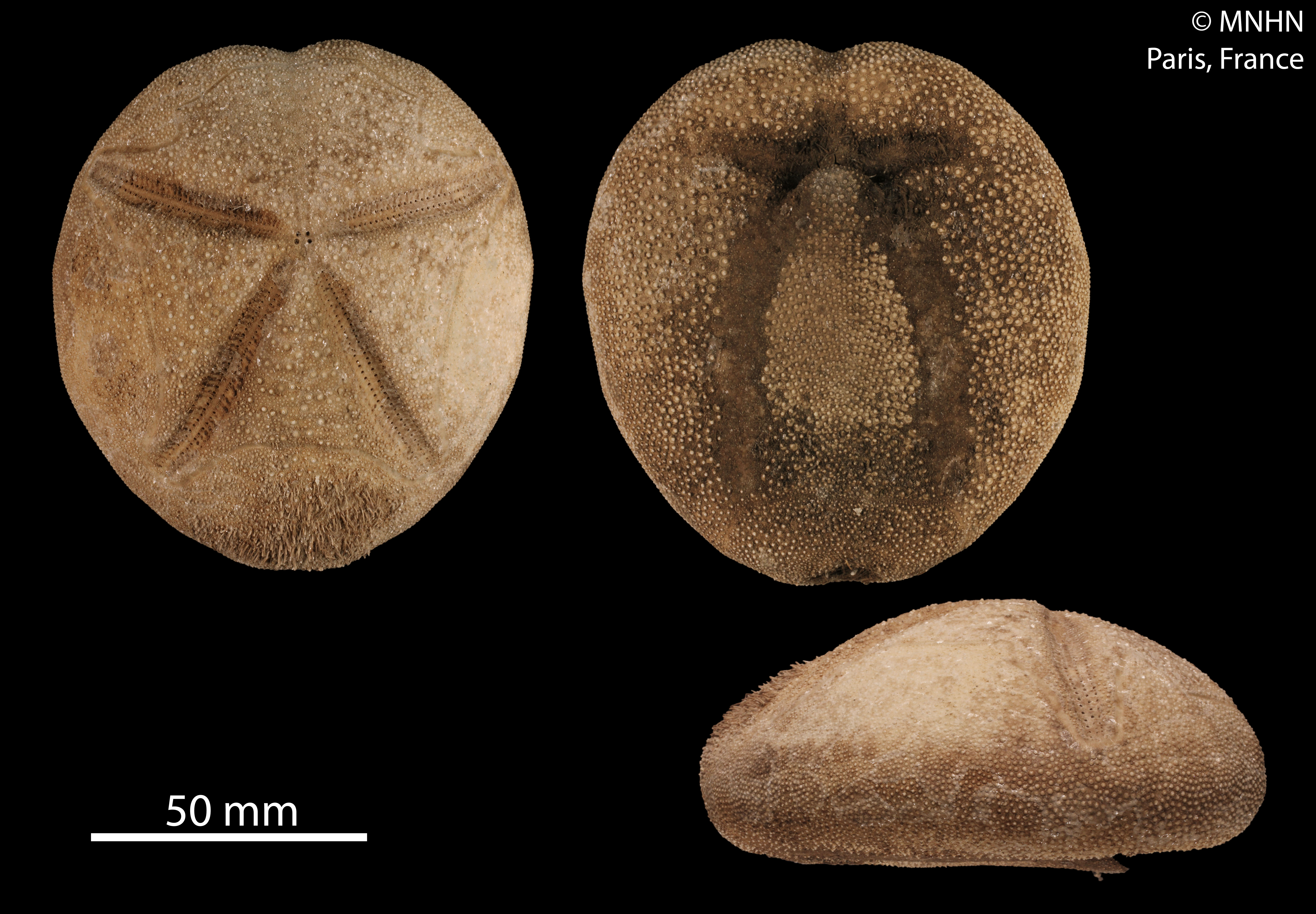
Meoma ventricosa grandis, sous-espèce du Pacifique oriental.